# Troian Bellisario
Troian Avery Bellisario (Los Angeles County, 28 oktober 1985) is een Amerikaans actrice.
Bellisario werd geboren in Los Angeles County. Ze is de dochter van producer Donald Bellisario en actrice Deborah Pratt. Haar stiefbroer is Sean Murray.
Bellisario maakte haar acteerdebuut op driejarige leeftijd in de film Last Rites. Van 1990 tot 2007 had ze verschillende gastrollen in tv-series die haar vader produceerde, zoals Quantum Leap, Tequila and Bonetti, JAG, First Monday en NCIS. In 1998 speelde ze naast Mary-Kate en Ashley Olsen in de film Billboard Dad. Vanaf 2006 speelde ze in verschillende korte films. 
Van 2010 tot 2017 speelde ze de rol van Spencer Hastings in Pretty Little Liars.  
Bellisario trouwde op 10 december 2016 met Patrick J. Adams, met wie ze vanaf 2014 verloofd was. Sinds oktober 2018 is ze moeder van een dochter genaamd Aurora. In haar jeugd kampte ze met anorexia, een eetstoornis waar ze in 2017 een film over maakte.

## Filmografie
- Biblioteca Nacional de España: XX5705001
- Bibliothèque nationale de France: cb166354108 (data)
- Gemeinsame Normdatei: 113919481X
- International Standard Name Identifier: 0000 0001 2063 9870
- Library of Congress Control Number: no2011098201
- Nederlandse Thesaurus van Auteursnamen: 412935244
- Système universitaire de documentation: 252978331
- Virtual International Authority File: 171634193
- WorldCat: E39PBJr3thX9rjGBhJ7CVqPvpP